# Poul Jensen Kolding
Poul Jensen Kolding (født 22. marts 1581, død 18. oktober 1640) var en dansk skoleforstander, præst og forfatter.
Han var født i Kolding, hvor hans far, Jens Poulsen (død 1592), var rådmand og tolder; moderen, Magdalene, var en datter af Arent Falenkamp, en handelsmand fra Westfalen, der havde nedsat sig i Kolding. Efter at have søgt skolen i sin fødeby kom Poul Jensen 1594, støttet af kansler Niels Kaas, der i sin tid havde stået fadder til ham, i Sorø skole, som den gang forestodes af magister Hans Stephensen, der siden blev professor ved universitetet og venlig tog sig af sin vel begavede og flittige discipel, da han 1600 var bleven student. 
I de sidste to år af sin skoletid havde Poul Jensen ved siden af egen læsning undervist den unge Palle Rosenkrantz, der senere blev en meget anset mand og altid bevarede et trofast venskab mod sin ungdomslærer. Allerede 1601 drog Poul Jensen udenlands og kom til Prag, hvor han sluttede sig til sin berømte landsmand Tyge Brahe, hvem han gik til hånde og blev hos til det sidste, i det han "tjente ham i hans dødsstund" (24. oktober 1601). Siden rejste han til Italien, hvor han opholdt sig en tid i Ferrara og Rom. På hjemvejen gæstede han i længere tid Universitetet i Wittenberg. 
Efter sin hjemkomst til København, marts 1604, blev han af rigsmarsk Steen Maltesen Sehested antaget til at følge ham til Carlsbad i Bøhmen. I december 1604 tog han magistergraden i København og i august 1605 blev han efter professor Hans Poulsen Resens anbefaling rektor i Aalborg. I foråret 1608 var der tale om at kalde ham til professor ved universitetet. Det blev der imidlertid ikke noget af; men da han kort efter kom til København som en af den aalborgske gejstligheds deputerede ved prins Christians udvælgelse til tronfølger, gav det anledning til, at han af Vilhelm Dresselberg til Vindingegaard og den konglige sekretær Niels Krag til Agerkrog kaldtes til sognepræst i deres patronatskald Vindinge og Kvislemark i Sjællands Stift. Samme år ægtede han sin formands, Hr. Rasmus Jensens, enke, Johanne Pedersdatter fra Malmø.
I "de Dresselbergers Vindinge" (nu Fuirendal) var Poul Jensen nu præst i 14 år; 1615 blev han tillige provst i Øster Flakkebjærg Herred. Da han var anset for en ualmindelig dygtig mand, der ogsaa egnede sig for verdslige forretninger, kaldtes han 1622 til Herlufsholm for at bringe stiftelsen på fode. Han blev forstander for skolen og godset, men tillige præst, i det han dog stadig havde en kapellan til hjælp i den sidstnævnte virksomhed. Med stor kraft arbejdede han nu på forbedringer i forskellige retninger, og det lykkedes ham at gennemføre nybygninger og godskøb, der vare til stiftelsens varige bedste, ikke at tale om forbedringer i undervisningen. 
Men træt af det brydsomme arbejde nedlagde han 1631 forstanderposten og flyttede til Lille Næstved, i det han i de sidste år af sit liv indskrænkede sig til præsteembedet. Provst var han dog også fremdeles, og som sådan var han en af den sjællandske gejstligheds 4 deputerede på Rigsdagen i Odense 1638. Han døde 1640 og hans ovennævnte hustru få dage efter ham. Blandt deres børn, som kaldte sig Vinding efter deres fødested, er professor og højesteretsassessor Rasmus Vinding især bekendt.
Poul Jensen har som skribent fortjenester dels som kirkehistoriker, dels som leksikograf, og han nød anseelse som en mand, der havde et betydeligt herredømme over modersmålet. Således kan nævnes hans kirkehistorie (1614), en fremstilling af den lutherske reformations historie efter Sleidanus, og hans Etymologicum Latino-Danicum (1622), et værk, der vidner om en overordentlig flid, samt Dictionarium Herlovianum (1626). Til bedste for fattige i Herlufsholms Sogn stiftede han 1630 et legat.